# La Boum 2
Pour les articles homonymes, voir Boum.
Série
La Boum
(1980)
Pour plus de détails, voir Fiche technique et Distribution.
La Boum 2 est un film français réalisé par Claude Pinoteau, sorti en 1982.

## Synopsis
Vic, maintenant âgée de quinze ans et demi entre en classe de seconde au lycée Henri-IV. Cela fait un an qu'elle n'est pas « sortie » avec un garçon. Dans le train, en rentrant d'un séjour en Autriche (avec Poupette, sa formidable arrière-grand-mère), elle échange accidentellement son passeport avec celui de Philippe (Pierre Cosso), dont la mère vit en Allemagne. Vic tombe vite amoureuse de cet étudiant de 18 ans, qui pratique la boxe française en amateur. Vraiment amoureuse. Par les jeux de l'amour, ne mettra-t-elle pas en péril son histoire avec lui ?

## Fiche technique
- Titre : La Boum 2
- Réalisation : Claude Pinoteau, assisté de Rémy Duchemin et Michel Thibaud
- Scénario : Claude Pinoteau et Danièle Thompson
- Producteur : Marcel Dassault et Alain Poiré
- Musique originale : Vladimir Cosma
- Musique : Cook da Books (Your Eyes)
- Coordinateur des combats et des cascades : Claude Carliez et son équipe
- Affiche : Philippe Lemoine (affichiste)
- Studios : Paris-Studios-Cinéma (Studios de Billancourt)
- Tournage : du 28 juin 1982 au 27 septembre 1982
- Sortie en France : 8 décembre 1982
- César du Meilleur Espoir Féminin : Sophie Marceau en 1983
- Spectateurs : 4 722 835 en France et Allemagne
- Durée : 103 minutes

## Distribution
- Sophie Marceau : Victoire « Vic » Beretton
- Claude Brasseur : François Beretton
- Brigitte Fossey : Françoise Beretton
- Olivier Pourcel : Lucas
- Pierre Cosso : Philippe Berthier
- Alexandre Sterling : Mathieu
- Sheila O'Connor : Pénélope Fontanet
- Alexandra Gonin : Samantha Fontanet
- Jean-Philippe Léonard : Stéphane
- Jean Leuvrais : Portal
- Claudia Morin : madame Fontanet
- Daniel Russo : Étienne
- Zabou : Catherine
- Denise Grey : Poupette
- Philippe Aussant
- Lambert Wilson : Félix Maréchal
- Michel Berreur : un policier
- Dominique Bauguil
- Christopher Beaunay : Jean-Pierre
- Alain Beigel : Raoul
- Michel Bonnet : le chauffeur de taxi
- Marie Bunel
- Gérard Cuvier
- François Demarle
- Jacques Ferri
- Lætitia Gabrielli : Joëlle
- Laurence Gigon : Caroline
- Olivier Gins : Marc
- Catherine Griffoni
- Jacques Chancel : lui-même
- Eva Harling : Zoé
- Robert Dalban : Serge, le serveur
- Annette Poivre : Adrienne
- Francis Lemaire : le dragueur de Samantha
- Hélène Hily
- Philippe Kelly : Fredo
- Robert Le Béal : Colbert
- Gaëlle Legrand : Cécile
- Lucienne Legrand
- Frédéric Lorgeoux
- Marie-Laurence
- Jean-Jacques Merle
- Patricia Millardet
- Laurent N'Diaye : Arnaud
- Jérôme Nobécourt
- Virginie Nègre
- Frédérique Pressmann : Géraldine
- Nathalie Riqué : Lydia
- Mathieu Rivollier
- Janine Souchon : la nourrice des Beretton
- Anouk Vidal
- Michel Derain : le prof de français
- Élie Chouraqui : lui-même
- Robert E. Weill
- Valérie Marlière
- Annick Martigny (dite Ariane Grimm) : jeune fille invitée au mariage[1]

## Bande originale du film
1. Your Eyes – Cook da Books
2. I Can’t Swim – Paul Hudson
3. Get It Together – Cook da Books
4. Disillusion (instrumental) – King Harvest Group
5. Maybe You’re Wrong – Freddie Meyer & King Harvest Group
6. Silverman – Cook da Books
7. Reaching Out - Freddie Meyer & King Harvest Group
8. Rockin’ At The Hop – Paul Hudson
9. Silverman (instrumental) – King Harvest Group
10. La Boum 2 (version instrumentale Your Eyes) – King Harvest Group

## Distinctions
8e cérémonie des César
- César du meilleur espoir féminin pour Sophie Marceau
- Nomination au César de la meilleure actrice dans un second rôle pour Denise Grey
- Nomination au César de la meilleure musique originale pour Vladimir Cosma

## Lieux de tournage
- Studios de Boulogne à Boulogne-Billancourt
- Lycée Henri-IV
- Place Carnot Rosny-Sous-Bois - après le concert
- Cinéma La Pagode
- Musée Rodin
- Gare du Val de Fontenay
- La Coupole
- L'Angelina
- Paris-Gare-de-Lyon
- 21, rue Valette - l'appartement de Vic
- 6, rue de l'Échaudé - le studio de Philippe
- 27, rue Milton - la soirée avec jeux
- Faculté d'odontologie de Montrouge - la salle du microscope électronique

## Accueil

### Box-office
| Pays ou région       | Box-office        | Date d'arrêt du box-office | Nombre de semaines |
| -------------------- | ----------------- | -------------------------- | ------------------ |
| France               | 4 071 600 entrées | —                          | —                  |
| Allemagne de l'Ouest | 651 235 entrées   | —                          | —                  |

## Autour du film
- Claude Pinoteau avait annoncé la réalisation de La Boum 2 lors du 85e anniversaire de Denise Grey auquel les jeunes comédiens étaient tous invités.
- Sophie Marceau et Pierre Cosso sont réellement tombés amoureux l'un de l'autre durant le tournage du film.
- Les acteurs jouant les copains de Vic ont été très déçus du fait qu'ils soient davantage en arrière-plan dans cette suite. Laurent N'Diaye (Arnaud) en a même conclu que La Boum 2 n'est pas une suite de La Boum mais juste un film sur Sophie Marceau[2].
- Dans le premier volet, François Beretton avait un ami prénommé Étienne, joué par Jean-Michel Dupuis. Dans le second, il a également un ami du même prénom, interprété ici par Daniel Russo. Il n’est pas spécifié s'il s'agit d'un nouveau personnage ou du même mais interprété par un acteur différent.
- Dans le film, on voit Claude Brasseur entouré de son équipe de chercheurs, aux commandes d'un « microscope électronique en transmission » (modèle JEOL JEM-100B). Cette scène a été tournée à la Faculté dentaire de Montrouge[3].
- Le groupe Cook da Books, au concert duquel assistent Vic et Philippe, existe réellement et interprète le thème musical du film.
- Lors de la boum donnée par Mathieu, on voit arriver le garçon avec lequel danse Vic à la fin du premier volet, puis Vic préciser qu'elle est "sortie avec lui il y a 2 ans", confirmant que La Boum s'est terminé sur un coup de foudre.